# ABA liga 2020./21.
ABA liga 2020./21. bila je 20.  sezona Jadranske košarkaške lige u kojoj sudjeluju klubovi s područja bivše Jugoslavije. Sezona je započela u petak 2. listopada 2020.
Koper Primorska diskvalificiran je u prosincu 2020. nakon što nije odigrao dvije uzastopne utakmice zbog financijskih problema. Rezultati svih utakmica kluba registrirane su rezultatom 20:0 u korist protovnika te klub nije dobio niti jedan bod za poraz.

## Sustav natjecanja
Četrnaest klubova u osnovnom dijelu igrala sz dvokružnu ligu (26 kola). Po završetku ligaškog dijela četiri najbolje momčadi su se plasirale u doigravanje. U poluzavršnici doigravanja napreduje momčad koja prije ostvari dvije pobjede (best-of-three), dok u završnici doigravanja prvak ABA lige postaje momčad koja prije ostvari tri pobjede (best-of-five). 

Ligaški dio sezone započeo je 2. listopada 2020.

### Ljestvica
| mj  | klub              | ut | pob | por | koš+ | koš- | kr   | bod |                           |
| --- | ----------------- | -- | --- | --- | ---- | ---- | ---- | --- | ------------------------- |
| 1.  | Crvena zvezda     | 26 | 23  | 3   | 2064 | 1694 | +370 | 49  | doigravanje               |
| 2.  | Budućnost         | 26 | 22  | 4   | 2056 | 1811 | +245 | 48  | doigravanje               |
| 3.  | Mornar            | 26 | 19  | 7   | 2066 | 1890 | +176 | 45  | doigravanje               |
| 4.  | Igokea            | 26 | 19  | 7   | 1973 | 1846 | +127 | 45  | doigravanje               |
| 5.  | Cedevita Olimpija | 26 | 18  | 8   | 2116 | 1947 | +169 | 44  |                           |
| 6.  | Mega Bemax        | 26 | 14  | 12  | 1996 | 1955 | +41  | 40  |                           |
| 7.  | Partizan          | 26 | 13  | 13  | 2003 | 1903 | +100 | 39  |                           |
| 8.  | FMP               | 26 | 11  | 15  | 2049 | 2135 | −86  | 37  |                           |
| 9.  | Cibona            | 26 | 10  | 16  | 1897 | 1998 | −101 | 36  |                           |
| 10. | Zadar             | 26 | 9   | 17  | 1804 | 1923 | −119 | 35  |                           |
| 11. | Borac Čačak       | 26 | 8   | 18  | 1919 | 1978 | −59  | 34  |                           |
| 12. | Krka              | 26 | 8   | 18  | 1748 | 1938 | −190 | 34  |                           |
| 13. | Split             | 26 | 8   | 18  | 1816 | 1969 | −153 | 34  | kvalifikacije za ABA ligu |
| 14. | Koper Primorska   | 26 | 0   | 26  | 0    | 520  | −520 | 0   | diskvalificirani          |

## Sudionici
- Igokea – Aleksandrovac – Laktaši
- Mornar Bar – Bar
- Budućnost VOLI – Podgorica
- Zadar – Zadar
- Split – Split
- Cibona – Zagreb
- Primorska – Kopar
- Cedevita Olimpija –  Ljubljana
- Krka – Novo Mesto
- Borac – Čačak
- Crvena zvezda Telekom – Beograd
- Partizan NIS –  Beograd
- Mega Bemax – Beograd – Srijemska Mitrovica  ↓1
- FMP – Beograd

↑1  Mega Bemax domaće utakmice igra u Srijemskoj Mitrovici, dok je klub registriran u Beogradu

## Doigravanje
U polufinalima prolazi momčad koja prva skupi dvije pobjede, dok će u finalu doigravanja momčad koja prva ostvari tri pobjede postaje prvakom ABA lige. 

### Polufinala
| 1. klub       | rezultat | 2. klub | 1. utakmica | 2. utakmica | 3. utakmica |
| ------------- | -------- | ------- | ----------- | ----------- | ----------- |
| Crvena zvezda | 2:1      | Igokea  | 76:61       | 68:81       | 76:53       |
| Budućnost     | 2:0      | Mornar  | 97:88       | 92:81       | –           |

### Finale
| 1. klub       | rezultat | 2. klub   | 1. utakmica | 2. utakmica | 3. utakmica | 4. utakmica | 5. utakmica |
| ------------- | -------- | --------- | ----------- | ----------- | ----------- | ----------- | ----------- |
| Crvena zvezda | 3:2      | Budućnost | 82:78       | 85:79       | 71:75       | 80:81       | 67:60       |

## Doigravanje za ispadanje
Trinaesti klub iz ABA lige te drugi klub Druge ABA lige igrali su doigravanje za mjesto u idućoj sezoni ABA lige.
| 1. klub | rezutat | 2. klub | 1. utakmica | 2. utakmica | 3. utakmica |
| ------- | ------- | ------- | ----------- | ----------- | ----------- |
| Split   | 2:1     | Spars   | 70:76       | 84:64       | 90:60       |

## Unutrašnje poveznice
- ABA liga
- Premijer liga 2020./21.

## Vanjske poveznice
- službene stranice
- ABA liga, eurobasket.com